# Sid Evans
Sidney Clifton Horace Evans, detto Sid (Aldermaston, 1881 – Reading, 8 gennaio 1927), è stato un pugile britannico.

## Palmarès

### Olimpiadi
- Argento a Londra 1908 nei pesi massimi.